# Synoda (1985)
Ve dnech 24. listopadu až 8. prosince 1985 se ve Vatikánu konalo druhé mimořádné generální shromáždění biskupské synody na téma Dvacáté výročí ukončení II. vatikánského koncilu. Třetí mimořádné shromáždění se konalo až v roce 2014. Na synodě v roce 1985 se sešlo 165 biskupů a dalších účastníků, aby oslavili, ověřili a podpořili koncil, známý také jako II. vatikánský koncil. Účastníci zhodnotili provádění změn, které II. vatikánský koncil předznamenal, v minulosti a diskutovali o tom, jak je nejlépe uplatňovat v budoucnosti. Biskupové diskutovali o tématech jako sekularizace, evangelizace, všeobecné povolání ke svatosti, formace seminaristů, katechismus, liturgie, přijímání, role laiků, ekumenismus, preferenční volba pro chudé a katolická sociální nauka.
V měsících, které předcházely synodě, se všeobecně očekávalo, že se na ní střetnou konzervativní kardinál Joseph Ratzinger a liberálnější preláti, jako například americký zástupce biskup James Malone, což vedlo k tomu, že někteří označovali tuto událost jako „Ratzingerovu synodu“. Spekulovalo se také o tom, že zástupci biskupských konferencí budou usilovat o získání větší autonomie vůči Vatikánu. Do závěrečné zprávy synody papež Jan Pavel II. zahrnul tři návrhy biskupů, které nejvíce uvítal: vytvoření katechismu katolické víry a morálky, studii o teologické povaze biskupských konferencí a vydání nového kodexu kanonického práva pro východní katolické církve. Významným výsledkem synody bylo vydání Katechismu katolické církve v roce 1992.

## Pozadí
Synodu vyhlásil večer 25. ledna 1985, na svátek Obrácení svatého Pavla, papež Jan Pavel II. v bazilice svatého Pavla za hradbami. Při vyhlášení papež řekl:
„Letos si připomínáme dvacáté výročí uzavření Druhého vatikánského koncilu, jehož první vyhlášení, jak si dobře pamatujeme, učinil můj předchůdce Jan XXIII., ctihodné paměti, právě v této bazilice a téhož dne, 25. ledna 1959.“
Papež řekl, že jeho cílem je „nějakým způsobem znovu prožít onu mimořádnou atmosféru církevního společenství“.
V polovině března rozeslal arcibiskup Jan Pieter Schotte, generální sekretář biskupské synody, dotazník účastníkům synody, včetně předsedů biskupských konferencí a papežských pozvaných. Relátorem synody byl kardinál Godfried Danneels, který odpovědi přečetl a vytvořil jejich shrnutí.

## Chronologie

### Otevření

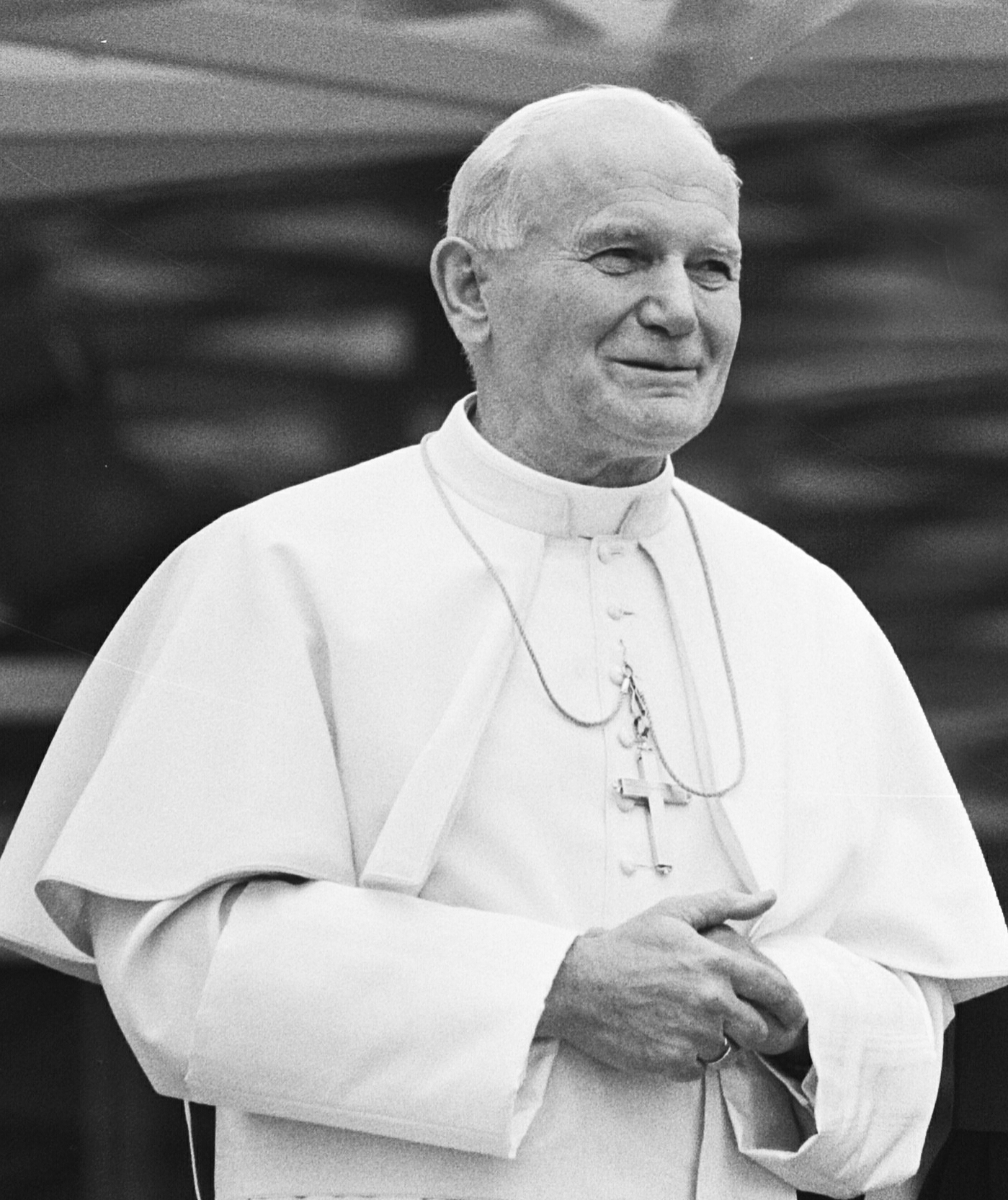
Papež Jan Pavel II.

Synoda byla zahájena mší svatou v bazilice svatého Petra ráno 24. listopadu 1985, na slavnost Ježíše Krista Krále. Papež a 165 biskupů, všichni v chórovém oblečení, prošli bazilikou stejnou cestou jako při slavnostním zahájení prvního zasedání Druhého vatikánského koncilu. Biskupové zaujali svá místa na vyvýšených plošinách čelem k papeži, uprostřed sborů zpívajících liturgickou hudbu. ve své homilii papež Jan Pavel II. povzbudil biskupy, aby oživili ducha II. vatikánského koncilu, a řekl:
„Při této eucharistické slavnosti zahajujeme synodní proces se stejnou ochotou naslouchat Duchu svatému, se stejnou láskou k církvi, se stejnou vděčností k Boží Prozřetelnosti, jakou měli koncilní otcové před dvaceti lety. Během příštích dvou týdnů budou všichni členové synody, mezi nimiž je mnoho lidí, kteří prožili výjimečnou milost koncilu, kráčet spolu s koncilem, aby oživili duchovní atmosféru této velké církevní události a ve světle tehdy vydaných klíčových dokumentů a zkušeností získaných v následujících dvou desetiletích podpořili plný rozkvět nového života, který na něm vzbudil Duch svatý a ekumenická pozornost, k větší slávě Boží a k příchodu jeho království.“
Později v homilii vyjádřil touhu po větší jednotě jak uvnitř katolické církve, tak mezi všemi křesťany, a zvláště ocenil přítomnost delegátů-pozorovatelů z jiných denominací. Po mši svaté pronesl papež Jan Pavel II. svůj inaugurační projev, kterým zahájil synodu. V proslovu papež představil duchovní téma, ale nepřednesl žádné konkrétní pokyny a zdálo se, že dává biskupům volnost při volbě směřování synody. Povzbudil je, aby vytvářeli nové "obzory" pro poslání církve:
„V této naší době, kdy se z různých stran staví primát člověka do protikladu k primátu Božímu, koncil přesvědčivým způsobem dává najevo, že ,království člověkaʻ může najít svůj správný rozměr pouze v království Božím.“
Mnozí biskupové papežův úvodní projev chválili a oceňovali jeho oddanost ideálům II. vatikánského koncilu a naději na jejich další naplňování. Americký kardinál Joseph Bernardin označil projev za optimistický a povzbudivý: „Doufám, že nás všechny bude synoda motivovat k pokračování v tomto druhu reflexe a hodnocení.“ Kromě papežova projevu pronesl úvodní řeč také kardinál John Krol, jeden ze tří předsedů delegátů, kterou jeden katolický časopis označil za „velkolepou“. Kardinál Gabriel-Marie Garrone, předseda Papežské rady pro kulturu, pronesl reflexivní projev, v němž se zabýval Druhým vatikánským koncilem. Po slavnostním zahájení papež Jan Pavel II. promluvil ke stovkám mladých lidí, kteří se shromáždili na Svatopetrském náměstí a z nichž mnozí se shromáždili kolem velkého dřevěného kříže, který papež daroval „mládeži světa“.

### Zasedání
Zasedání synody, která trvala od 24. listopadu do 8. prosince, zahrnovala v prvních čtyřech dnech osm minutových projevů biskupů, po nichž následovala řada zasedání v malých skupinách a v závěrečných dnech všeobecná diskuse.
Dne 5. prosince se konala ekumenická bohoslužba, které předsedal papež Jan Pavel II. a které se zúčastnili bratrští delegáti zastupující nekatolické skupiny. V krátké homilii papež zmínil vhodnost modlitby za jednotu s „našimi přáteli“ bratrskými delegáty. Hovořil o nutnosti osobního vztahu s Ježíšem Kristem při dosahování jednoty křesťanů.

### Incident s Babi Burkeovou
Babi Burkeová, 44letá americká zdravotní sestra a matka čtyř dětí z Fort Lauderdale na Floridě, uspořádala 4. prosince v bazilice svatého Petra falešnou mši na protest proti tomu, že katolická církev vylučuje ženy z kněžského povolání. Burkeová, oděná do černého vyšívaného roucha a bílého vlněného šátku, vstoupila do baziliky v časném odpoledni s malou skupinou novinářů a fotografů. Nesla zapálenou lihovou lampu a přistoupila k oltáři pod Berniniho baldachýnem za hlavním oltářem. U oltáře si sundala šátek a oblékla si kněžskou štolu. Políbila oltář, požehnala se znamením kříže a zvedla ruce v gestu společenství. Burkeová požehnala hostii, zkonzumovala ji a pozvedla stříbrný kalich s vínem a napila se z něj. Hostie byla přivezena z USA. Když napodobila nejsvětější část mše, přiběhli k ní dva členové vatikánské ochranky, kteří ji vyvedli z baziliky a drželi ji za ruce. Když ji odváděli, Burkeová vykřikla: „Jsem katolička. Jsem žena. Patřím sem.“ Celý incident trval asi pět minut. Po vyvedení z baziliky odvezli Burkeovou do vatikánské bezpečnostní centrály.
Hlavní vatikánský mluvčí Joaquín Navarro-Valls po incidentu uvedl, že Burkeová byla po výslechu propuštěna a nebude vzneseno žádné obvinění. Rev. Carlo Caffarra, mluvčí synody, incident odsoudil: „Z morálního hlediska jde o svatokrádež, protože je to vážné zneuctění toho, co je v církvi nejsvětější, svátosti eucharistie, a bylo to provedeno na posvátném místě.“ V sobotu 7. prosince uspořádala Burkeová tiskovou konferenci s Marií-Terese Soumoyovou, bývalou belgickou řeholnicí a její podporovatelkou. Obě ženy byly akreditovány jako reportérky informující o synodě a obě byly členkami Centra pro výzkum a činnosti žen v náboženství (Center of Research and Action on Women and Religion).
„Tento čin představuje skutečnost, že naši drazí vůdci nás nesmí držet v zajetí tradičních postupů a výroků z generace na generaci. V současné době rozhoduje o budoucnosti církve 165 mužů, ale na této synodě není žádná žena s hlasovacím právem.“
Poté promluvila Burkeové kolegyně Soumoyová a vyjádřila se k následkům incidentu. Poznamenala, že vatikánská ochranka si vyžádala její a Burkeové osobní doklady a také zabavila film fotografovi, který pořídil snímky z falešné mše. Uvedla také, že výslech ze strany vatikánské ochranky nebyl důsledný. Soumoyová prohlásila, že Burkeová sama netouží po kněžském svěcení, ale je „ženou plnou lásky“, která jedná ve prospěch ostatních žen, jež se chtějí stát kněžkami. V písemném prohlášení, které bylo po akci rozdáno novinářům, se uvádí,
„Tento akt je prohlášením, že jedním z plodů II. vatikánského koncilu je mnoho žen připravených ke kněžskému svěcení. Musí být uznány a povolány do služby pro svou církev... Sexismus je svatokrádeží Kristova evangelia... [Tento akt] je krátkou modlitbou vyznání lásky k Bohu a církvi“.

### Závěr
8. prosince pronesl papež Jan Pavel II. závěrečnou řeč a ukončil tak synodu. Závěrečnou řeč pronesl také předseda delegátů kardinál John Krol, kterou jeden katolický časopis označil za „velkolepou“.

## Účastníci
Hlavní článek: Seznam účastníků druhého mimořádného generálního shromáždění biskupské synody
Synody se zúčastnilo více než 165 účastníků, mezi nimiž byli kardinálové, arcibiskupové a biskupové (většinou předsedové biskupských konferencí, 25 předsedů dikasterií římské kurie, devět členů řádné rady sekretariátu, generální sekretář synody, podsekretář, více než tucet členů pozvaných papežem Janem Pavlem II. a deset bratrských delegátů. Žádná žena nebyla přizvána k účasti jako hlasující člen, ačkoli několik pozorovatelů byly ženy.
Kromě papeže Jana Pavla II., který synodě předsedal, se jí účastnilo několik dalších skupin. Generálním sekretářem byl arcibiskup Jan Pieter Schotte, CICM, generálním relátorem kardinál Godfried Danneels a zvláštním sekretářem Rev. Walter Kasper. Předsedy delegátů byli kardinálové John Krol, Joseph Malula a Johannes Willebrands.
Ačkoli počet biskupů byl mnohem menší než na Druhém vatikánském koncilu, počet novinářů byl podstatně větší. Arcibiskup John Patrick Foley, předseda Papežské komise pro sociální komunikaci, uvedl, že kromě 200 pravidelně akreditovaných členů vatikánského tiskového sboru bylo pro synodu vydáno 600 akreditací, z nichž polovina byla ze Spojených států. Tiskové brífinky se konaly denně v různých jazycích, anglické brífinky vedl irský kněz Diarmuid Martin. Martin, který tehdy patřil ke spolupracovníkům arcibiskupa Édouarda Gagnona v Papežské radě pro rodinu, je dnes kardinálem a dublinským arcibiskupem.